# Justin Eveson
Justin Cain Eveson, OAM (10 giugno 1980), è un cestista e nuotatore paralimpico australiano, vincitore di medaglie paralimpiche in entrambi gli sport.

## Biografia
Eveson è nato il 10 giugno 1980, e proviene dal sobborgo di Perth di Victoria Park . Nel 1993, all'età di 12 anni, la sua gamba destra fu amputata al di sotto del ginocchio dopo un incidente con l'aeratore del prato. Prima del suo incidente, aveva giocato a basket.  Nel 2010, è stato il promotore dei Giochi universitari australiani .  Lavora come istruttore di fitness,  e suo padre è il suo eroe personale.  Ricopre anche la carica di membro e di responsabile della partecipazione agli sport in carrozzina nell'Australia occidentale.  Al di fuori del basket e nuoto agonistico, gioca a golf.

### Nuoto

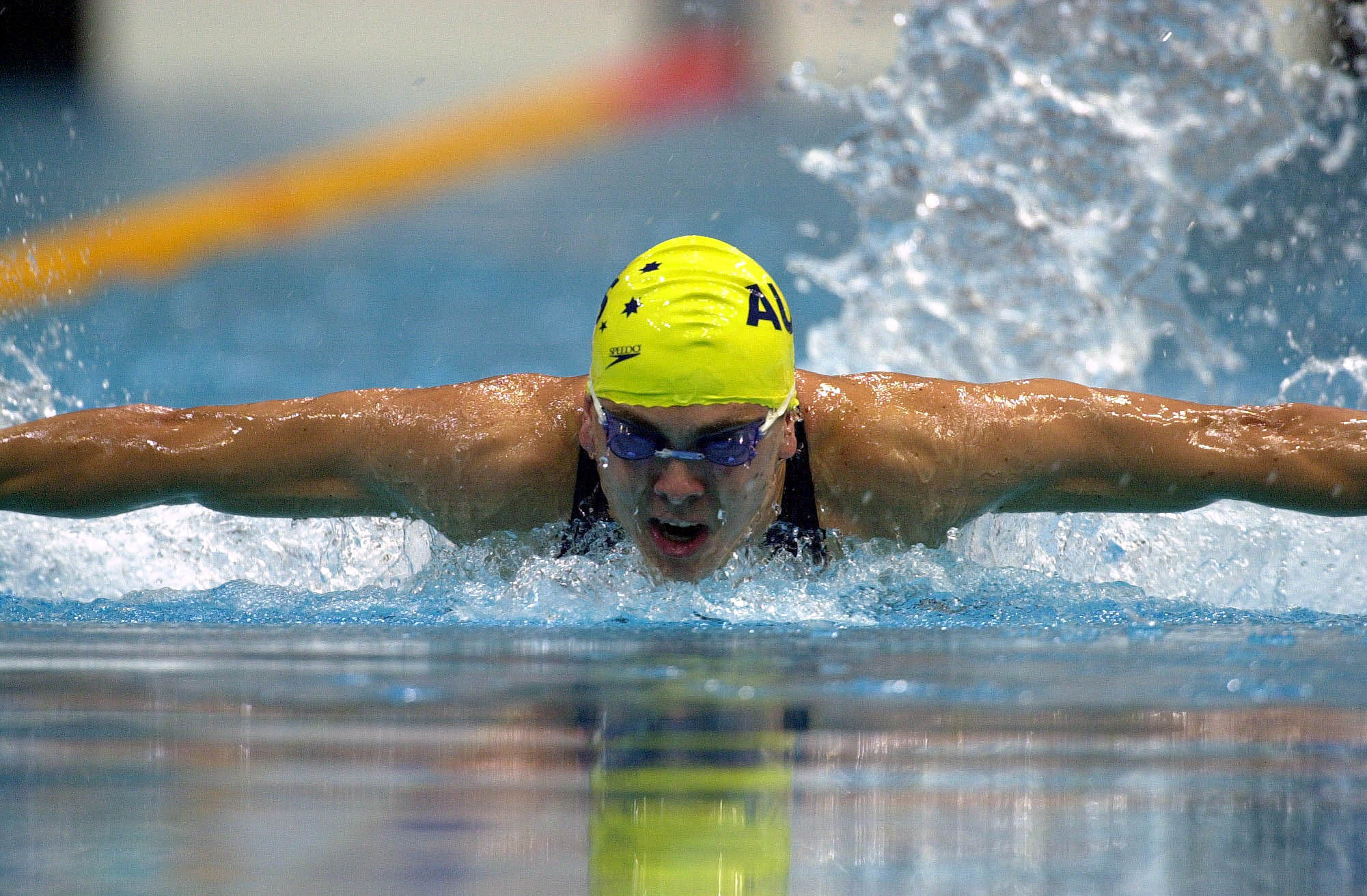
Eveson in azione durante i 200 m misti SM10 alle Paralimpiadi estive del 2000

Eveson ha iniziato a competere negli sport per disabili nel 1995, facendo nuoto e pallacanestro in carrozzina. In quel periodo, decise di concentrarsi sul nuoto. Dal 1996 al 1999, ha fatto parte del programma Junior Sports Star promosso dall'Associazione Sportiva per disabili su sedia a rotelle. Ha partecipato alle Paralimpiadi estive del 2000, dove ha vinto una medaglia d'argento nei 4 × 100 m stile libero e una medaglia di bronzo 4 × 100 m misti.

### Pallacanestro
La classificazione del giocatore Eveson è di 4.5 e gioca in avanti. Eveson ha iniziato a giocare a pallacanestro in carrozzina nel 1995. La sua capacità di giocare è stata sostenuta dal Western Australian Institute of Sport, Individual Athlete Support Program. Nel 2009, le squadre di basket per le quali Eveson ha giocato, hanno vinto tutti i tornei di cui facevano parte a livello di club e a livello nazionale.

#### Nazionale
Nel 2002, Eveson fece la sua prima apparizione nella squadra nazionale australiana di pallacanestro su sedia a rotelle .
Eveson faceva parte della squadra maschile nazionale di pallacanestro in carrozzina che vinse la medaglia d'argento alle Paralimpiadi estive 2004, e la medaglia d'oro alle Paralimpiadi estive 2008, grazie alla quale ha ricevuto una medaglia dell'Ordine dell'Australia . Era il capocannoniere della squadra.
Nel 2012 faceva parte della squadra di sedie a rotelle che ha vinto l'argento alle Paralimpiadi estive.

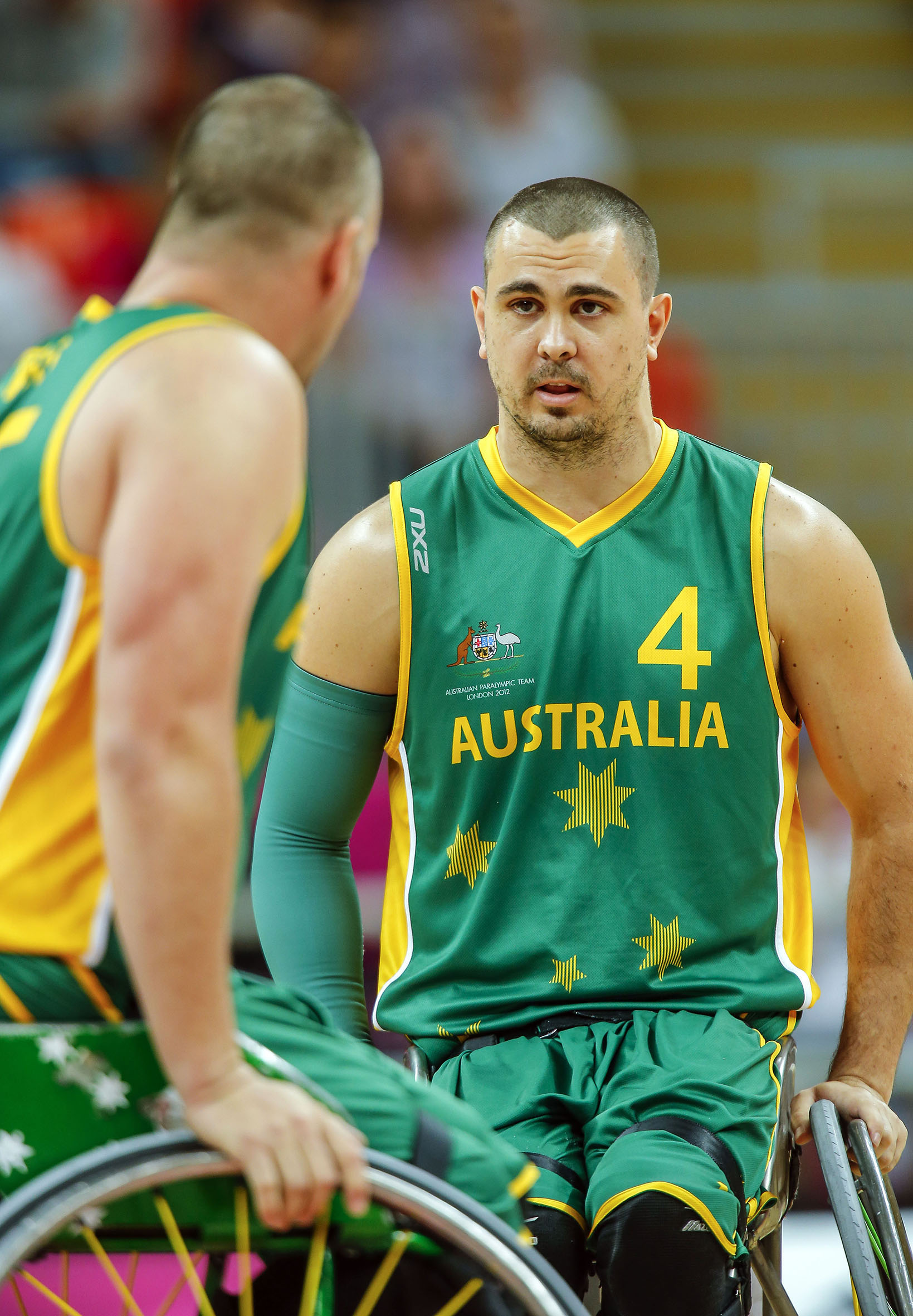
Eveson (a destra) alle Paralimpiadi di Londra 2012

Nel 2006, Eveson fece parte della squadra che vinse la medaglia di bronzo ai Campionati del mondo. Nel 2008, fece parte del team che vinse l'argento al test-evento paralimpico di Pechino.  Quell'anno, fu il capitano della squadra australiana vincitrice dell'oro ai Mondiali Paralimpici che si sono tenuti a Manchester, in Inghilterra.  Nel 2009 ha fatto parte della squadra australiana vincitrice dell'oro ai campionati IWBF dell'Asia-Oceania e del team Rollers World Challenge che ha vinto l'oro nel 2009..  In questo torneo segnò 25 punti, eseguì 5 assist e 13 rimbalzi. Fu un membro della squadra nazionale australiana di pallacanestro su sedia a rotelle che ha partecipato al Campionato mondiale di basket su sedia a rotelle del 2010 che ha vinto una medaglia d'oro. Lui e il compagno di squadra australiano Shaun Norris sono stati premiati per la loro prestazione al torneo essendo nominati come due dei World All-Star Five del torneo. Era un membro del team Rollers che ha vinto la medaglia d'oro ai Campionati del mondo di basket in carrozzina 2014 .

#### Club
Eveson ha giocato a pallacanestro professionistico in carrozzina in Australia, Italia, Spagna e Turchia. Nel 2001, Eveson ha fatto il suo debutto nel basket con il Perth Wheelcats della National Wheelchair Basketball League (NWBL).  Ha vinto tre Coppe della Champions League di fila.  Nel 2007, giocava a basket per i Perth Wheelcats, in Australia . La sua squadra vinse il campionato del campionato quell'anno e Evenson fu nominato MVP del campionato. Quell'anno, i Wheelcats furono anche i campioni del World Club. Nel 2008, giocò a basket in Turchia nel Galatasaray . Quell'anno, la sua squadra vinse la Coppa dei Campioni. È stato nominato come MVP della partita di campionato e nominato parte della All-Star Five del torneo.  Nel 2010, ha giocato per la squadra Perth Wheelcats quando ha vinto il campionato della lega. Nel 2011, giocava per i Perth Wheelcats. Nella prima partita della stagione ha segnato 35 punti contro i Wollongong Roller Hawks.

## Riconoscimenti

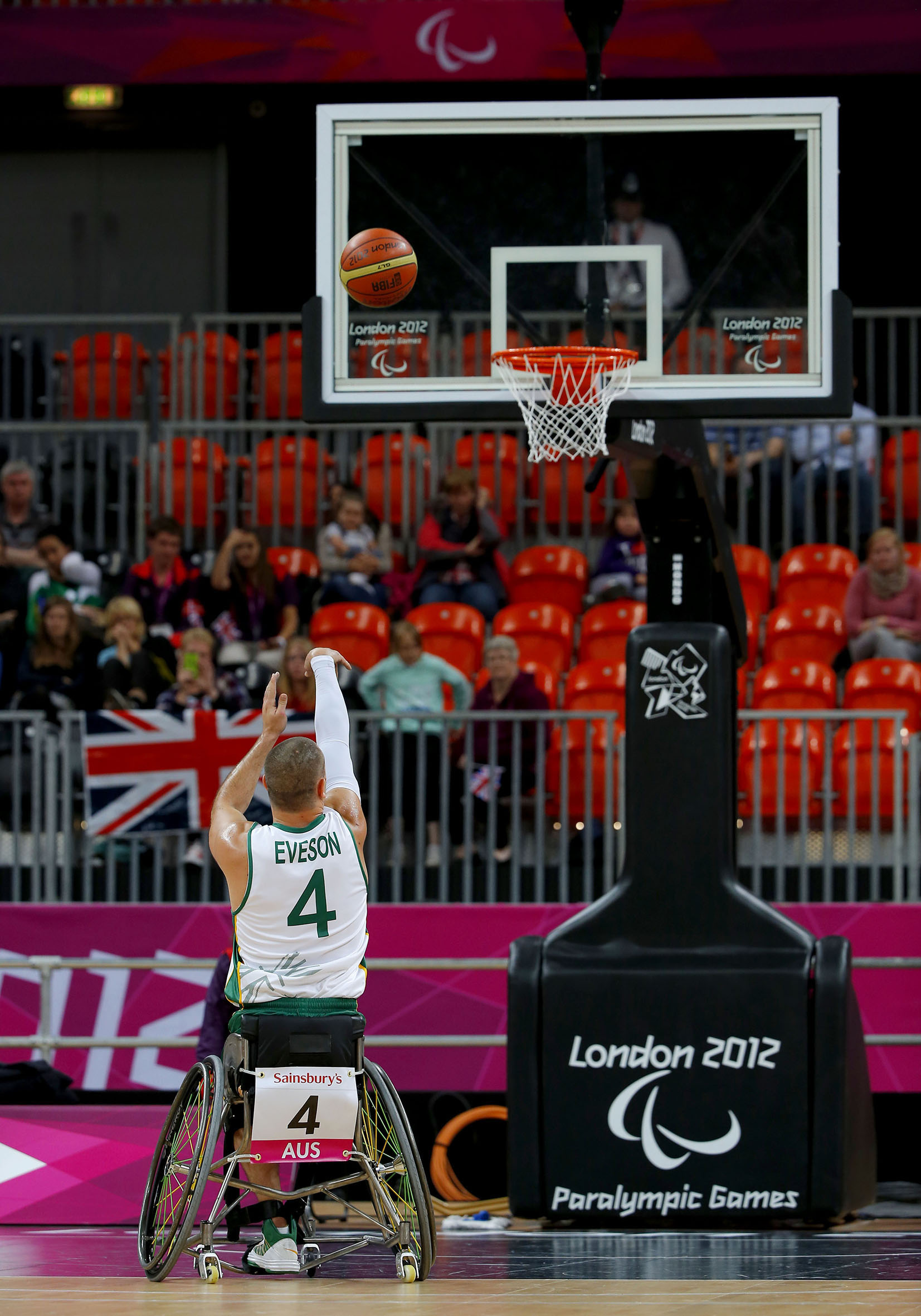
Justin Eveson nel 2012

Eveson ha vinto il "Western Australian Wheelchair Sports Star of the year" insieme a Brad Ness nel 2003. Nel 2008, ha ricevuto la medaglia Sandy Blythe come Giocatore internazionale della pallacanestro in carrozzina dell'anno. Nel 2009, Laureus World Athlete of the Year Awards lo ha nominato come uno dei finalisti. Nel 2010, è stato inserito tra i nominati dell'ANZ Sports Star dell'Australia occidentale nella categoria della pallacanestro in carrozzina.